# SPACA7
SPACA7 (англ. Sperm acrosome associated 7) – білок, який кодується однойменним геном, розташованим у людей на 13-й хромосомі. Довжина поліпептидного ланцюга білка становить 195 амінокислот, а молекулярна маса — 21 466.
| 10         |  | 20         |  | 30         |  | 40         |  | 50         |
| ---------- |  | ---------- |  | ---------- |  | ---------- |  | ---------- |
| MAVSQGDGTL |  | CFVLLLCCWQ |  | ETELRPRTVI |  | PGSPTEIPFS |  | SKQEDMSELL |
| DEILVQEILD |  | LNKTTPSEMP |  | STASTLSTPL |  | HAGIDENYQA |  | GGSENYHELL |
| ENLQFSPGIE |  | VKISNDEANA |  | NANLHGDPSE |  | NYRGPQVSPG |  | SEKSVSSKEK |
| NSKNTQYENL |  | SILDQILQNI |  | GRSSGNIFHK |  | EQQRTSAQRR |  | SQGSQ      |

A: Аланін

C: Цистеїн

D: Аспарагінова кислота

E: Глутамінова кислота

F: Фенілаланін

G: Гліцин

H: Гістидин

I: Ізолейцин

K: Лізин

L: Лейцин

M: Метіонін

N: Аспарагін

P: Пролін

Q: Глутамін

R: Аргінін

S: Серин

T: Треонін

V: Валін

W: Триптофан

Задіяний у такому біологічному процесі, як запліднення. 
Локалізований у цитоплазматичних везикулах.
Також секретований назовні.